# Tamburi lontani
Tamburi lontani (Distant Drums) è un film del 1951 diretto da Raoul Walsh e interpretato da Gary Cooper.

## Trama
Florida, 1840. Il capitano Wyatt, vedovo di moglie indiana, si mette sulle tracce di una banda di Seminole per distruggere il deposito d'armi della tribù. Al suo fianco vi è un ufficiale di marina, il tenente Tufts, lo scout Monk, il sergente Shane e una ventina di uomini armati. Una volta arrivati, eliminano tutti e liberano i prigionieri: due proprietari terrieri, i Duprez, i loro sottoposti e una prostituta, Judy. Il giorno dopo, vengono attaccati dagli indiani e alcuni di loro perdono la vita nel fuggire e tra questi c'è la moglie del Sig. Duprez, morta per gli stenti.

Il gruppo, ormai messo alle strette, decide di scappare all'interno della palude delle Everglades e vengono attaccati dai coccodrilli: Wyatt mette però in salvo Judy, mentre un soldato rimane sbranato. Dopo alcuni giorni, il gruppo decide di dividersi: Shane, Monk e qualche scout vanno per una strada, mentre Wyatt, Tufts, Judy, Duprez e il resto degli scout ne prende un'altra. Proprio il gruppo di Wyatt incontra nuovamente gli indiani e molti altri vengono uccisi mentre i sopravvissuti fuggono su quattro canoe.
Alla fine, raggiungono un cimitero dove incontrano un Monk ferito, che avverte che gli altri sono stati catturati, mentre lui è riuscito a fuggire. Ma proprio in quel frangente arrivano gli indiani e nella fuga, Duprez rimane ucciso. Wyatt decide quindi di andare alla ricerca di Shane e degli altri, ma all'accampamento seminole fanno un'amara scoperta: Shane e gli altri sono già stati tutti dati in pasto ai coccodrilli. Decidono di arrivare al lago dove abita Wyatt ed è proprio qui che avviene la battaglia fra Wyatt e il capo dei seminole, nella quale quest'ultimo rimane ucciso. Alla fine Judy e il capitano Wyatt si fidanzano.

## Distribuzione

### Edizione italiana
Il doppiaggio cinematografico del film fu eseguito dalla C.D.C. negli stabilimenti Titanus e diretto da Nicola Fausto Neroni su dialoghi di Ferdinando Contestabile. Il 13 agosto 2011 il film fu trasmesso su Rai 3 con un ridoppiaggio che a partire dal 2017 è stato accantonato a favore del doppiaggio originale. 

## Accoglienza

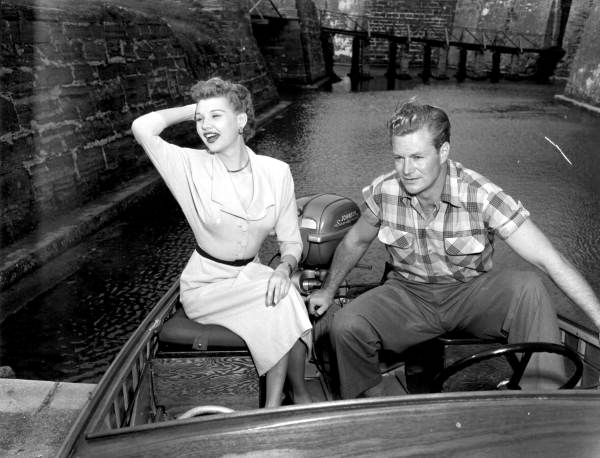
Mari Aldon e Richard Webb all'anteprima del film

### Critica
- "Le peripezie e la trama (riprese da Obiettivo Burma, 1945) contano poco, servono soprattutto ad avvolgere, come la pelle avvolge un organismo vivente, le intenzioni del cineasta che sono di ordine plastico e insieme morale" (J. Lourcelles).[1]
- Il film si appoggia sulla divergenza tra le imprese disperate dei protagonisti e la loro scelta di rinunciare ad ogni sorta di vendetta; quindi traspare una morale evangelica in tutta la pellicola.[2]